# Тревър Болдър
Тревър Болдър (на английски: Trevor Bolder) (9 юни 1950 г. – 21 май 2013 г.) е английски рок музикант, автор на песни и продуцент на звукозаписи. Той е най-известен с дългата си връзка с Юрая Хийп и престоя си в Spiders from Mars, подгряващата група на Дейвид Боуи, въпреки че е свирил заедно с различни музиканти от началото на 70-те години.

## Биография
Болдър е роден в Кингстън ъпон Хъл, Източен Йоркшър, Англия. Баща му беше тромпетист, а други членове на семейството му също бяха музиканти. Той свири на корнет в училищния оркестър и участва активно в местната R&B сцена в средата на 60-те години. Вдъхновен от Бийтълс, през 1964 г. той създава първата си група с брат си и започва да свири на бас китара.
За първи път той става известен в Rats, където също участва колегата му от Хъл Мик Ронсън на водеща китара. През 1971 г. Болдър е повикан да замени Тони Висконти в подгряващата група на Дейвид Бауи, която скоро ще бъде известна като Паяците от Марс; впоследствие се появява в документален и концертен филм на DA Pennebaker от 1973 г. Ziggy Stardust and the Spiders from Mars. Името му е проверено като „Weird“ (сценичен псевдоним на Bowie за Bolder)  в песента Ziggy Stardust, в текста „Ziggy svira китара, свири добре с Weird и Gilly, and the Spiders from Mars“.Bolder „никога не е изглеждал комфортно като глем рок манекен, клатушкащ се зад Зиги Стардъст в ботуши на платформа и облекло в цветовете на дъгата от латекс и блясък“.
Работата на Болдър за бас (и понякога за тромпет) се появява в студийните албуми Hunky Dory (1971), The Rise and Fall of Ziggy Stardust and the Spiders from Mars (1972), Aladdin Sane (1973) и Pin Ups (1973), the Spiders лебедова песен с техния лидер. Той продължава да свири в албума на Мик Ронсън от 1974 г. Slaughter on 10th Avenue , който влезе в Топ 10 на Великобритания.
През 1976 г. Болдър се присъединява към Юрая Хийп, заменяйки Джон Уетън. Работи върху албумите Firefly, Innocent Victim, Fallen Angel и Conquest; когато съставът, който записва последния, се разпада, той остава сам, заедно с Мик Бокс, китарист, основател и законен собственик на името на групата. Опитът да се състави нов състав временно закъса; и Болдър, имайки нужда да си изкарва прехраната, приема предложение през 1981 г. да се присъедини към Wishbone Ash. Тревър, случайно, отново разменя местата си с Джон Уетън, ставайки басист на Wishbone Ash за техния албум от 1982 г. Twin Barrels Burning. Това е още една краткотрайна връзка, тъй като до 1983 г. той се завърна към ритъм секцията с Юрая Хийп, свирейки на турнето Head First (въпреки че Боб Дайсли свири в албума) и всички следващи студийни албуми до и включително Into the Wild.
Освен обичайните си задължения като бас и беквокал, Болдър продуцира и албума Different World на Хийп от 1991 г.
През 2012 г. и началото на 2013 г. Болдър работи със Stevie ZeSuicide (Стийв Робъртс от групата UK Subs ) като продуцент на синглите „Wild Trash“ (съавтор със ZeSuicide), „Lady Rocker“ и кавър на „Ziggy Stardust“. Болдър също свири на тези песни.
Тревър Болдър почива през май 2013 г. в болницата Castle Hill в Нотингам от рак на 62 години. Той е опериран от рак на панкреаса по-рано същата година.

## Дискография

### Соло
- Sail the Rivers 2012 – 2013 (2020)

### СДейвид Боуи
- Hunky Dory (1971)
- The Rise and Fall of Ziggy Stardust and the Spiders from Mars (1972)
- Aladdin Sane (1973)
- Pin Ups (1973)
- Ziggy Stardust – The Motion Picture (recorded live 1973, released 1983)
- Santa Monica '72 (recorded live 1972, released 1994)

### С Cybernauts
- Live (2000) [9]

### СДана Гилеспи
- Weren't Born a Man (vinil, 1974)[10]

### СКен Хенсли
- Free Spirit (1980)
- From Time to Time (1994)

### С Мик Ронсън
- Slaughter on 10th Avenue (1974)
- Play Don't Worry (1975)
- Memorial Concert (1997)
- Main Man (1998)

### С The Spiders from Mars
- Spiders From Mars (1976)

### С Uriah Heep
- Firefly (1977)
- Innocent Victim (1977)
- Fallen Angel (1978)
- Conquest (1980)
- Equator (1985)
- Live in Europe 1979 (1986)
- Live in Moscow (live, 1988)
- Raging Silence (1989)
- Different World (1991)
- Sea of Light (1995)
- Spellbinder (live, 1996)
- Sonic Origami (1998)
- Future Echoes of the Past (live, 2000)
- Acoustically Driven (live, 2001)
- Electrically Driven (live, 2001)
- The Magician's Birthday Party (live, 2002)
- Live in the USA (2003)
- Magic Night (live, 2004)
- Wake the Sleeper (2008)
- Celebration – Forty Years of Rock (2009)
- Into the Wild (2011)
- Totally Driven (recorded 2000 – 2001, released 2015)

### С Wishbone Ash
- Twin Barrels Burning (1982)